# Parentucella flaviflora
Parentucella flaviflora là một loài thực vật có hoa trong họ Huyền sâm. Loài này được Nevski mô tả khoa học đầu tiên.